# Vogelherd (Nürnberg)
Vogelherd (auch Vogelheerd genannt) ist eine Wüstung im Gemeindegebiet der kreisfreien Stadt Nürnberg.

## Geographie
Die Einöde lag auf einer Höhe von 318 m ü. NHN inmitten des Sebalder Reichswaldes. Das Anwesen gehörte zu Haus Nr. 4 von Ziegelstein. Etwa 600 Meter südöstlich befand sich Herrnhütte.

## Geschichte
Im Atlas von Paul Pfinzing (1594) wurden in den Reichswäldern um Nürnberg 94 Vogelherde ausgewiesen. 1833 wurde eine zu dem Steuerdistrikt Großreuth hinter der Veste gehörige Einöde namens Vogelherd erwähnt. Sie gehörte ursprünglich zur Ruralgemeinde Ziegelstein, 1836/37 erfolgte die Umgemeindung nach Erlenstegen. Nichtsdestotrotz findet sich im Topographisch-statistischem Handbuch des Königreichs Bayern (1867) auch bei der Gemeinde Ziegelstein ein Eintrag, jedoch mit abweichender Einwohneranzahl. Am 1. Januar 1899 wurde Vogelherd mit der Gemeinde Erlenstegen in die Stadt Nürnberg eingegliedert.

### Einwohnerentwicklung
| Jahr      | 001836 | 001840 | 001861 | 001871 | 001885 |
| Einwohner | 13     | 4      | 4      | 3      | 4      |
| Häuser    | 1      | 1      |        |        | 1      |
| Quelle    | [ 4 ]  | [ 8 ]  | [ 9 ]  | [ 10 ] | [ 1 ]  |

## Religion
Vogelherd war evangelisch-lutherisch geprägt und nach St. Jobst (Nürnberg) gepfarrt.